# 太陽磁場
太陽磁場（たいようじば）とは、太陽内部で生成され、太陽光球面、彩層、コロナ、さらには太陽系内空間へと伸びている磁場を指す。磁場は、太陽フレアなどの突発的な活動現象、黒点の11年周期変動、コロナ加熱問題などの、太陽のエネルギー輸送変動の鍵となる物理量である。
太陽は磁場とプラズマにより構成されているため、太陽における磁場の時間変化は磁気流体力学によって記述される。また、太陽磁場の増幅・変動に関わる物理機構を太陽ダイナモと呼ぶ。太陽磁場は、太陽内部の流体速度をそのエネルギー源としていると考えられているが、完全には理解されていない。ガス対流の乱雑さがある程度まで大きくなると、太陽全体に表れる磁場変動が出現するという。

## 観測の歴史的経緯
太陽磁場は、太陽の分光データから、ジョージ・ヘールにより発見された。まず、19世紀中期に分光学が興った。そして、1890年以降、黒点の分光観測について、奇妙な観測事実が知られる事になった。それは、太陽の他の領域と異なり、黒点の分光観測ではいくつかの吸収線の幅が広がる、あるいは通常は一つである吸収線が2つに分裂する、という観測結果であった。ヘールは、1896年にゼーマンによって発見されたゼーマン効果をこの奇妙な吸収線の解釈に適用し、黒点に強い磁場がある事を示した。
その後、より精度の良い磁場強度を観測するために偏光分光観測が実施されるようになり、偏光スペクトルから磁場強度を計算するための理論的整備も進んだ。太陽磁場観測は、アメリカにおいて精力的に進められた。日本では、1960年代以降、国立天文台の三鷹キャンパスや岡山天体物理観測所において、観測装置の開発・運用が行われた。定常観測としては、岡山天体物理観測所の口径65cmクーデ型太陽望遠鏡による観測が1982年から1995年まで行われ、次に三鷹キャンパスの太陽フレア望遠鏡による観測が1991年に開始された。
近年では、科学衛星による磁場観測も行われている。1995年には、欧州宇宙機関 (ESA) と、アメリカ航空宇宙局 (NASA) の共同プロジェクトであるSOHO衛星が打ち上げられ、太陽全面の磁場データが、宇宙空間での定常観測から得られるようになった。その後、2006年にひので衛星が打ち上げられ、搭載されている可視光磁場望遠鏡の偏光分光観測装置により、太陽活動領域の高精度偏光分光データが得られるようになり、より詳細な磁場観測が可能になった。さらに2010年には、SOHO衛星の後継機であるSDO衛星が打ち上げられ、太陽全面の磁場観測を行っている。地上観測を含め、これらの観測では、それぞれ異なる観測パラメータ（視野の広さ、空間分解能、時間分解能、波長分解能など）に重点を置いており、互いに相補的な観測が行われている。
これまで、太陽磁場についての偏光分光観測は、光量が豊富な光球面起源の吸収線を対象としていた。一方、フレアなどが発生するコロナにより近い、彩層での磁場観測も、最新の研究課題である。彩層の光量は、光球面に比べると著しく小さく、またゼーマン効果に加えて、ハンレ効果と呼ばれる量子力学的効果を考慮する必要がある。

## 磁場による太陽大気中の領域分類
太陽大気（コロナ）には、おおまかに分けて4つの特徴的な領域が存在する。活動領域、静穏領域、コロナホールおよび極域である。これらの領域の物理量や活動度は、磁場構造によって決定づけられており、極性の偏り、磁場強度、空間スケール、などが異なる。
|              | 極性 | 最大空間スケール(km) | 最大磁場強度(G) |
| ------------ | ---- | -------------------- | --------------- |
| 活動領域     | 双極 | 105                  | 3000            |
| 静穏領域     | 双極 | -                    | 1000            |
| コロナホール | 単極 | 7×105                | 1000            |
| 極域         | 単極 | 4×105                | 1000            |

### 極性について
コロナホールおよび極域の「単極」とは、例えば太陽の北極においてほとんど正の極性のみが観測される、という事を意味する。この時、南極には対となる負の極性が存在している。これは、マクスウェル方程式群の ∇・B = 0 に示されるように、磁場の正極と負極は常に対になっていなければならないからである。

### 空間スケールについて
静穏領域の空間スケールが示されていない理由は、地球から観測不可能な太陽の裏側を含めて、静穏領域の特定が難しいからである。一般に、静穏領域と認識される領域は、極域でなく（低緯度にある）、g活動領域でもなく（活発な活動を起こさず、かつX線・極端紫外線波長でそれほど明るくない）、コロナホールでもない（それほど暗くもない）からである。なお、活動領域では、その空間スケールの大半を強い磁場が占めている。一方、静穏領域、コロナホール、極域では、1000 km程度のサイズの微小な磁気要素がぽつぽつと存在しており、その空間スケールの大半は磁気的には空白領域である。

### 最大磁場強度について
巨大な黒点の中心では、最大磁場強度が3000 Gに達することがある。活動領域でも、黒点が形成されないような小型の領域では、約1000 G程度である。静穏領域、コロナホール、極域の1000 Gは、微細磁束管の典型的な値である。